# 周家牌路
周家牌路是中華人民共和國上海市楊浦區一條西南-東北走向沥青道路，道路西南起自松潘路，中與臨青路相交，東北至寧武路。道路全长914米，宽5.7米至6.2米，其中车行道宽5.5米至6米。道路建于1926年。道路得名自當地原有的周氏牌楼。道路兩邊歷史上有家具机械、纺织配件铸造、铁丝、床上用品厂以及旧式、簡陋的里弄住宅。